# Matt Jones (golfspelare)

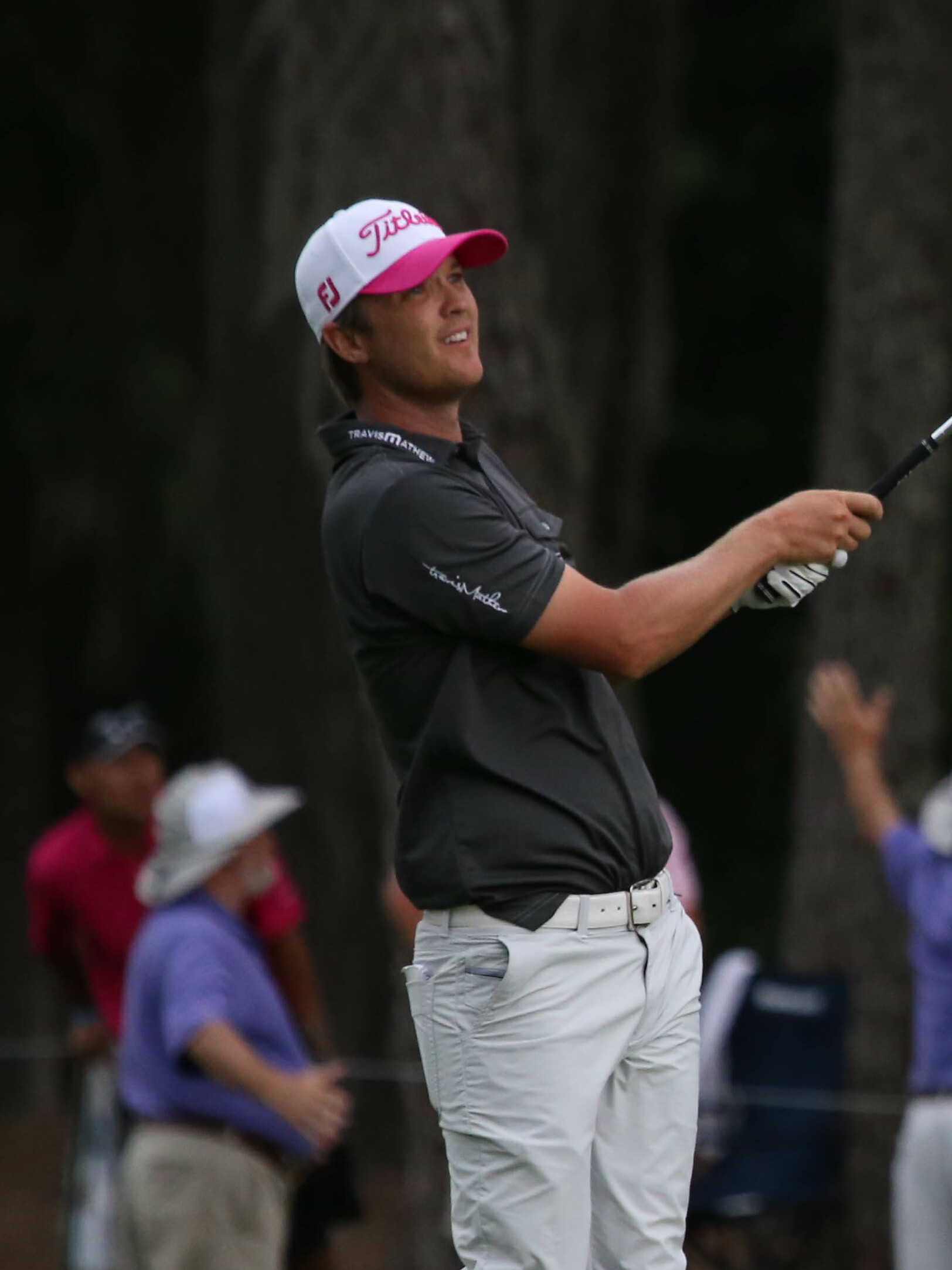
Matt Jones, 2014.

Matthew "Matt" Jones, född 19 april 1980 i Sydney, är en australisk professionell golfspelare som spelar för Liv Golf. Han har tidigare spelat bland annat på PGA Tour, PGA Tour of Australasia och Korn Ferry Tour.
Jones har vunnit två PGA-vinster och två Australasia-vinster. Hans bästa resultat i majortävlingar är en delad 21:a plats vid 2015 års PGA Championship. Jones bästa prestation vid The Players Championship var som delad 17:e plats vid 2014 års upplaga. Hans bästa resultat i Liv Golf Invitational Series 2022 har varit en delad 16:e plats vid Liv Golf Invitational Portland och där han erhöll 223 600 amerikanska dollar i prispengar.
Han studerade vid Arizona State University och spelade golf för deras idrottsförening Arizona State Sun Devils.